# Samsung Galaxy A23
Samsung Galaxy A23 — смартфон на базе Android, разработанный и продаваемый Samsung Electronics как часть серии Galaxy A. Этот телефон был анонсирован 4 марта 2022 года вместе с Galaxy A13.

## Дизайн

### Задняя часть Samsung Galaxy A23
Экран выполнен из стекла Corning Gorilla Glass 5. Задняя и боковая панели выполнены из глянцевого пластика.
Дизайн смартфона аналогичен Samsung Galaxy A33 5G.
Ниже находятся разъем USB-C, динамик, микрофон и аудиоразъем 3,5 мм. Второй микрофон расположен сверху. В зависимости от версии есть слот для 1 SIM-карты и карты памяти microSD до 1 ТБ или слот для 2 SIM-карт и карты памяти microSD до 1 ТБ. Справа расположены кнопки регулировки громкости и кнопка блокировки смартфона, в которую встроен сканер отпечатков пальцев.
Samsung Galaxy A23 продается в 4 цветах: черном (Awesome Black), белом (Awesome White), синем (Awesome Blue) и оранжевом (Awesome Peach).

### Название цвета
- Awesome Black
- Awesome White
- Awesome Blue
- Awesome Peach

## Технические характеристики

### Аппаратное обеспечение
Galaxy A23 — это смартфон с форм-фактором «сланец», размеры которого составляют 164,5 × 76,9 × 8,4 мм, а вес — 195 грамм.
Устройство оснащено модулями GSM, HSPA и LTE, а также двухдиапазонным Wi-Fi 802.A/b/g/n/ac с Bluetooth 5. Поддержка Wi-Fi Direct и точка доступа.0 с A2DP и LE, GPS с A -GPS, BeiDou, Galileo и ГЛОНАСС и NFC. Он имеет порт USB-C 2.0 и аудиоразъем 3,5 мм.
Он имеет сенсорный экран диагональю 6,6 дюйма, TFT LCD Infinity-V-type, закругленные углы и разрешение FHD+ 1080 × 2408 пикселей.
Литий-полимерный аккумулятор емкостью 5000 мАч не снимается пользователем. Поддерживает сверхбыструю зарядку на 25 Вт.
Чипсет представляет собой Qualcomm Snapdragon 680 (SM6225) с восьмиъядерным процессором (4 ядра по 2,4 ГГц + 4 ядра по 1,9 ГГц). Встроенная память типа eMMC 5.1 составляет 64/128 ГБ с возможностью расширения с помощью microSD до 1 ТБ, а объем оперативной памяти составляет 4, 6 или 8 ГБ (в зависимости от выбранной версии).
Задняя камера имеет 50-мегапиксельный основной датчик с отверстием f/1. D-SLR-Focus оснащен автофокусом PDAF, режимом HDR и режимом вспышки, способным записывать до 1080p до 30 кадров в секунду, в то время как фронтальная камера одинарная 8MP.

## Программное обеспечение
Операционная система — Android 12 с One UI 4.1. Его можно обновить до Android 13 с One UI 5.0.